# Live Oak, Sutter County, Kalifornien
För andra betydelser se Live Oak, Kalifornien.
Live Oak är en stad (city) i Sutter County, i delstaten Kalifornien, USA. Enligt United States Census Bureau har staden en folkmängd på 8 407 invånare (2011) och en landarea på 4,8 km².